# گراند هتل (قزوین)
گراند هتل قزوین دومین مهمانخانه شهر قزوین و یکی از قدیمی‌ترین هتل‌های ایران است. از گراند هتل قزوین به عنوان یکی از اولین نمونه‌های هتل به شیوه مدرن و اروپایی در ایران یاد می‌شود که در سال‌های پایانی دوره قاجار ساخته شده‌است. این بنا در مرکز شهر قزوین و در ضلع غربی عمارت چهل‌ستون قزوین واقع است. این بنا در حوالی سال‌های ۱۲۹۹ تا ۱۳۰۰ توسط ارباب برزوی شاپور پارسی که بعدها به مهر شاهی تغییر نام داد بنا شد محل بنا در شرق خیابان پیغمبریه و در قسمت غربی ارگ صفوی می‌باشد و بنا در زمینی به مساحت ۳۰۰۰ متر مربع ساخته شده‌است و در سمت خیابان در دو طرف در ورودی چند مغازه داشته‌است.

## تاریخچه
بنای هتل، به دوره قاجاریه باز می‌گردد. در زمان فرمانداری سعدالسلطنه بر قزوین، این بنا به دستور وی و به معماری استاد علی جولای احداث گردید.

## ویژگی‌های بنا
گراند هتل که از جانب خیایان دارای دوطبقه و از سمت حیاط سه طبقه بوده‌است، دارای راهروها و اتاق‌هایی می‌باشد که با طاق و تویزه پوشش داده شده‌است و از ویژگی‌های همچون: روکش چوبی، ستون‌های مدور با سر ستون‌های گلدانی، سقف چوبی، گچ‌بری و آجرکاری برخوردار می‌باشد
ورودی اصلی هتل در ضلع غربی بنا قرار داشت و طرفین آن دارای روکوب چوبی می‌باشد، این ورودی به فضای تقسیم که در طبقه میانی واقع شده منتهی می‌گردد. این تالارها از سمت غرب مشرف به خیابان و از سمت شرق به ایوان ستونداری محدود می‌شوند. فضای تقسیم توسط پلکان چوبی به حیاط و طبقه زیرین هتل منتهی می‌شود و اتاق‌های هتل در طبقه اول واقع شده‌اند که راه ارتباطی این طبقه از طریق دو پلکان چوبی است، در این طبقه هجده اتاق وجود دارد که از غرب و شرق با ایوان به خیابان و حیاط مشرف می‌شوند.

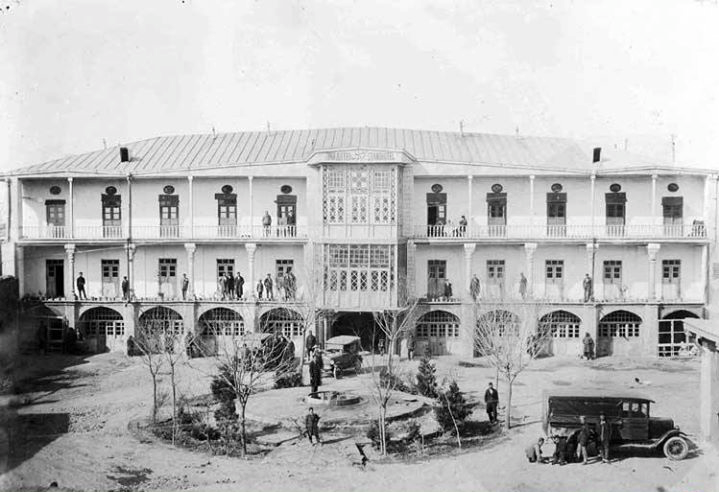
گراند هتل در سال ۱۳۰۰ هجری شمسی

## سینما گراند هتل
در سمت جنوبی بنا و در سال ۱۳۱۰ سالن سینمایی به نام تابستانه ایجاد شد که در سال ۱۳۱۹ دچار حریق گشت و دوباره مرمت گردید و تا سال ۱۳۵۶ فعال بود که با آتش‌سوزی مجدد از بین رفت و دیگر بازسازی نشد این بنا هم‌اکنون در مجموعه باغ فرهنگی قزوین قرار گرفته و در حال بازسازی است.
پشت این عمارت در محل کنونی مدرسه علامه محمد قزوینی بنای عدلیه قرار داشته‌است
این بنا امروز قدیمی‌ترین گراند هتل باقی‌مانده در کل ایران است.
در محل این بنا وقایع بزرگی نظیر طراحی کودتای رضاشاه صورت گرفته‌است. امروزه بنا در حال مرمت می‌باشد.

## رخدادهای تاریخی
گراند هتل محل ملاقات نهایی رضاخان و آیرونساید در ۲۳ دیماه ۱۲۹۹ بوده و تصمیم نهایی برای کودتای سوم اسفند ۱۲۹۹ در این مکان گرفته شده‌است. علاوه بر این دو نفر، سرهنگ باقرخان مویان و کلنل اسمایس نیز در جلسه حاضر بوده‌اند.

## مرمت
در سال ۱۳۸۶ مرحله مطالعات طرح مرمت این بنا به‌پایان رسید و مرحله اجرایی آن آغاز گردید. کاربری جدید بنا رستوران سنتی است. این طرح از سال ۱۳۸۵ در دست بررسی بود. این در حالیست که مهدی کلهر، مشاور احمدی نژاد در دوران ریاست جمهوری، در اظهار نظری گفته است:«مکان‌هایی مانند گراند هتل قزوین را در سراسر دنیا تخریب می‌کنند و گراند هتل از ارزش خاصی برخوردار نیست.» 

## نگارخانه

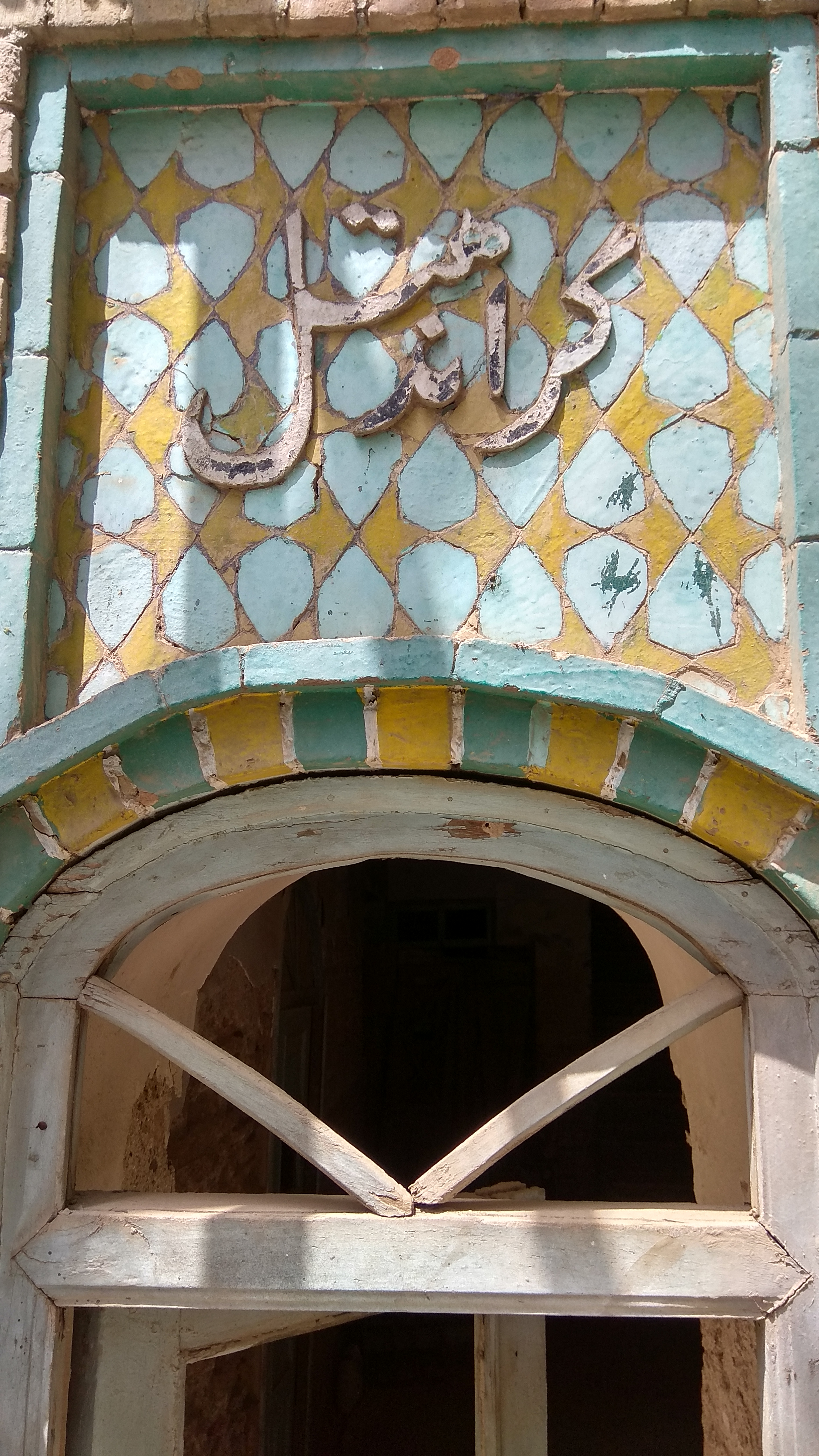
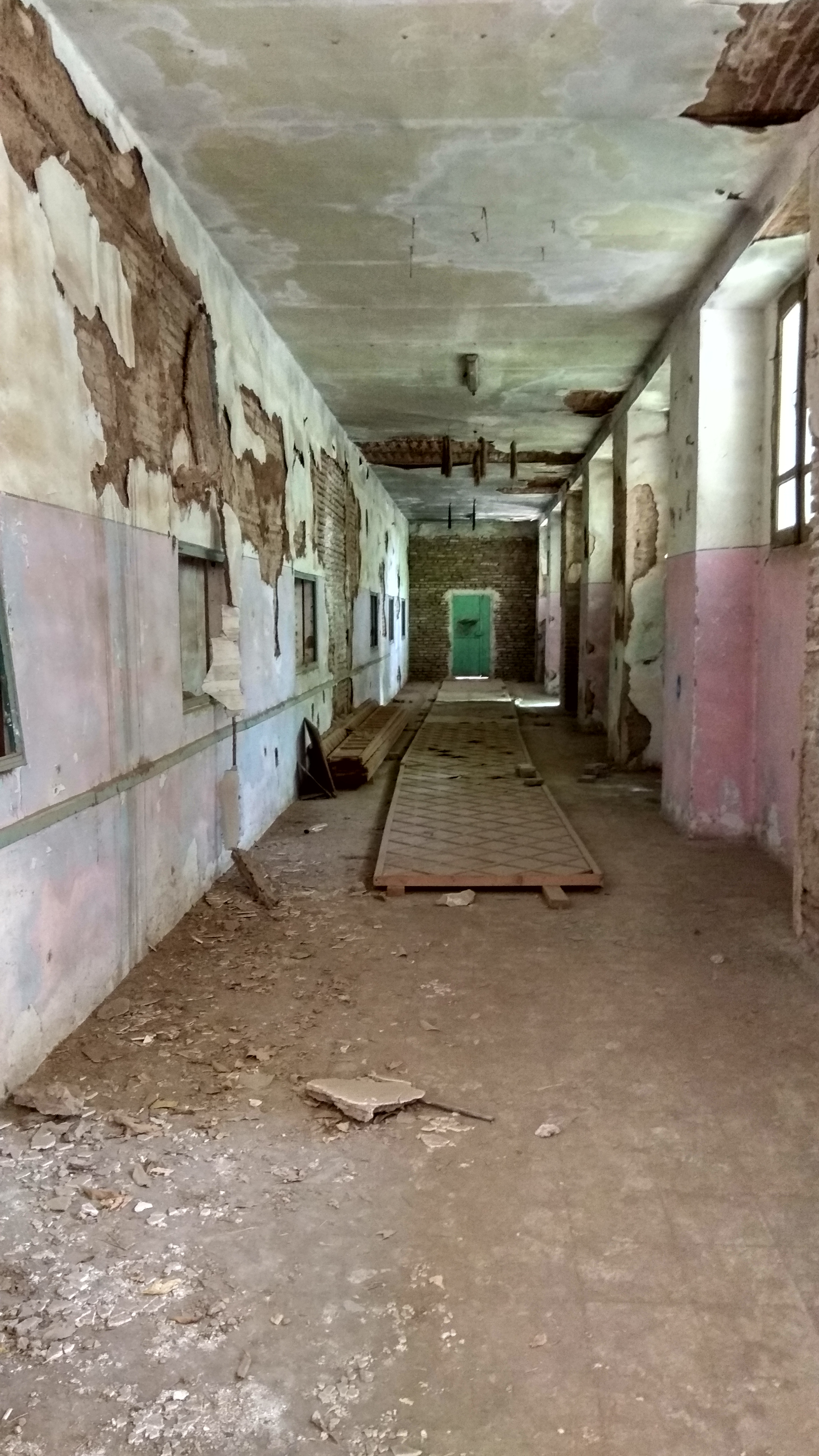
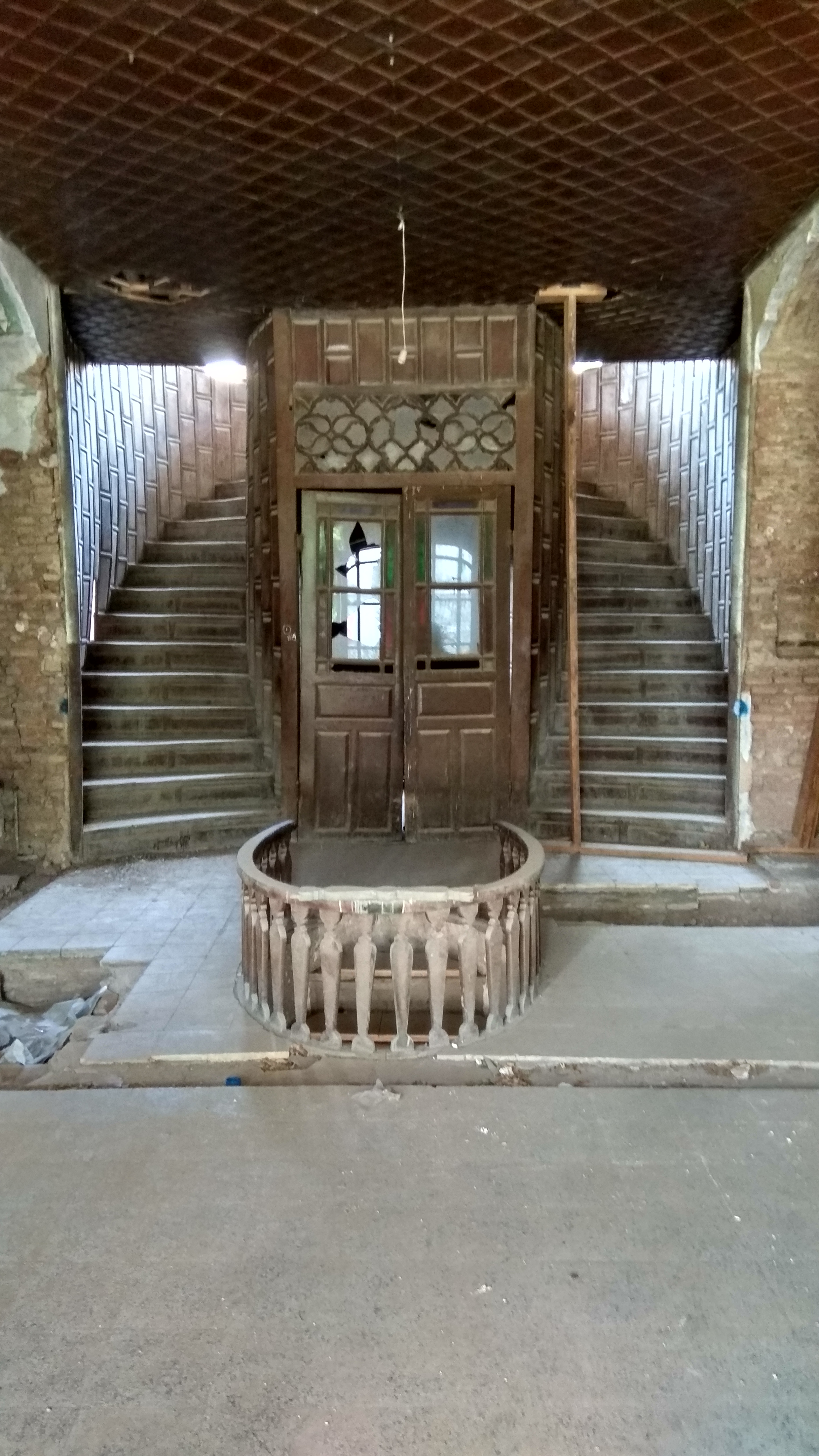
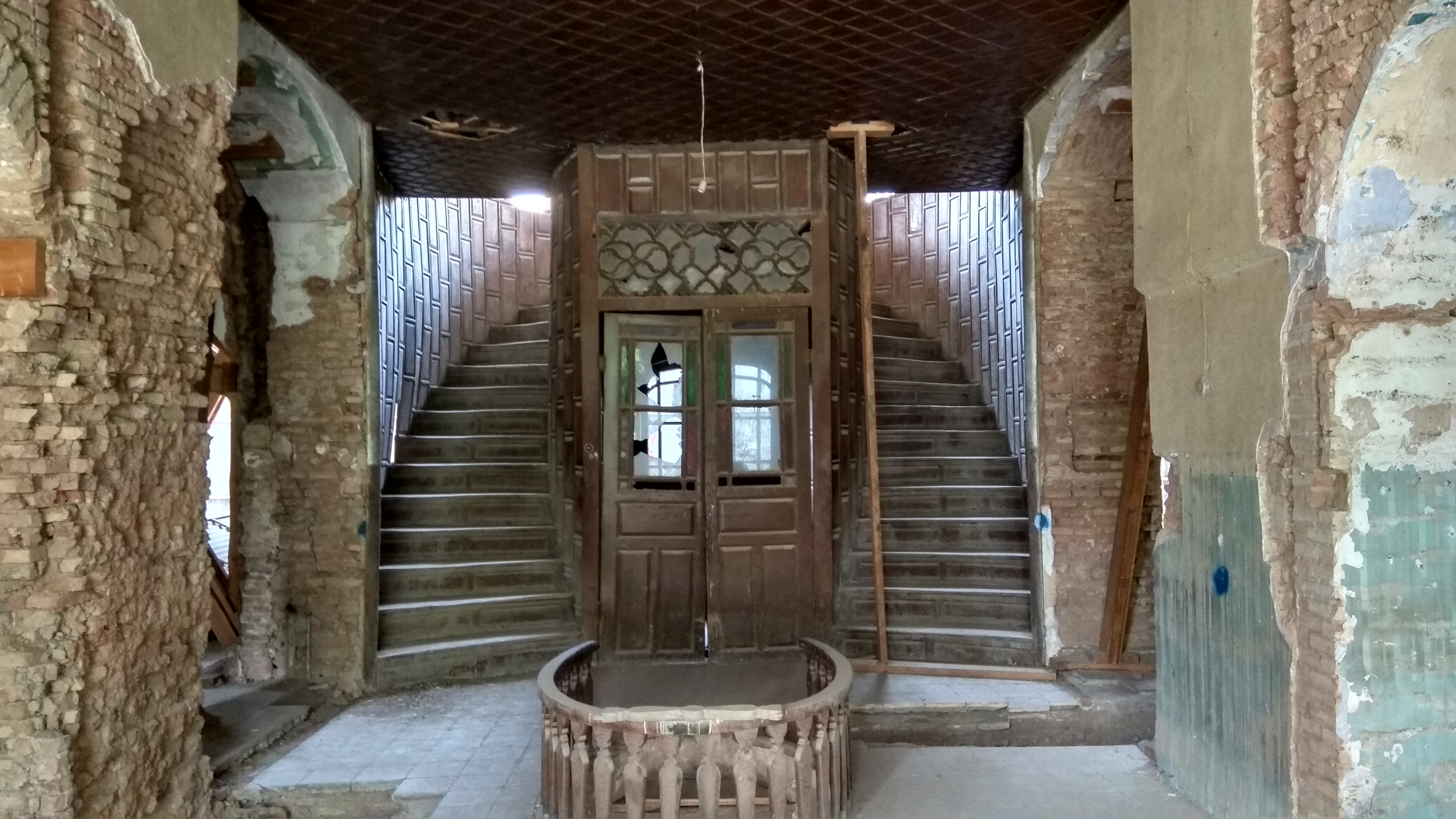
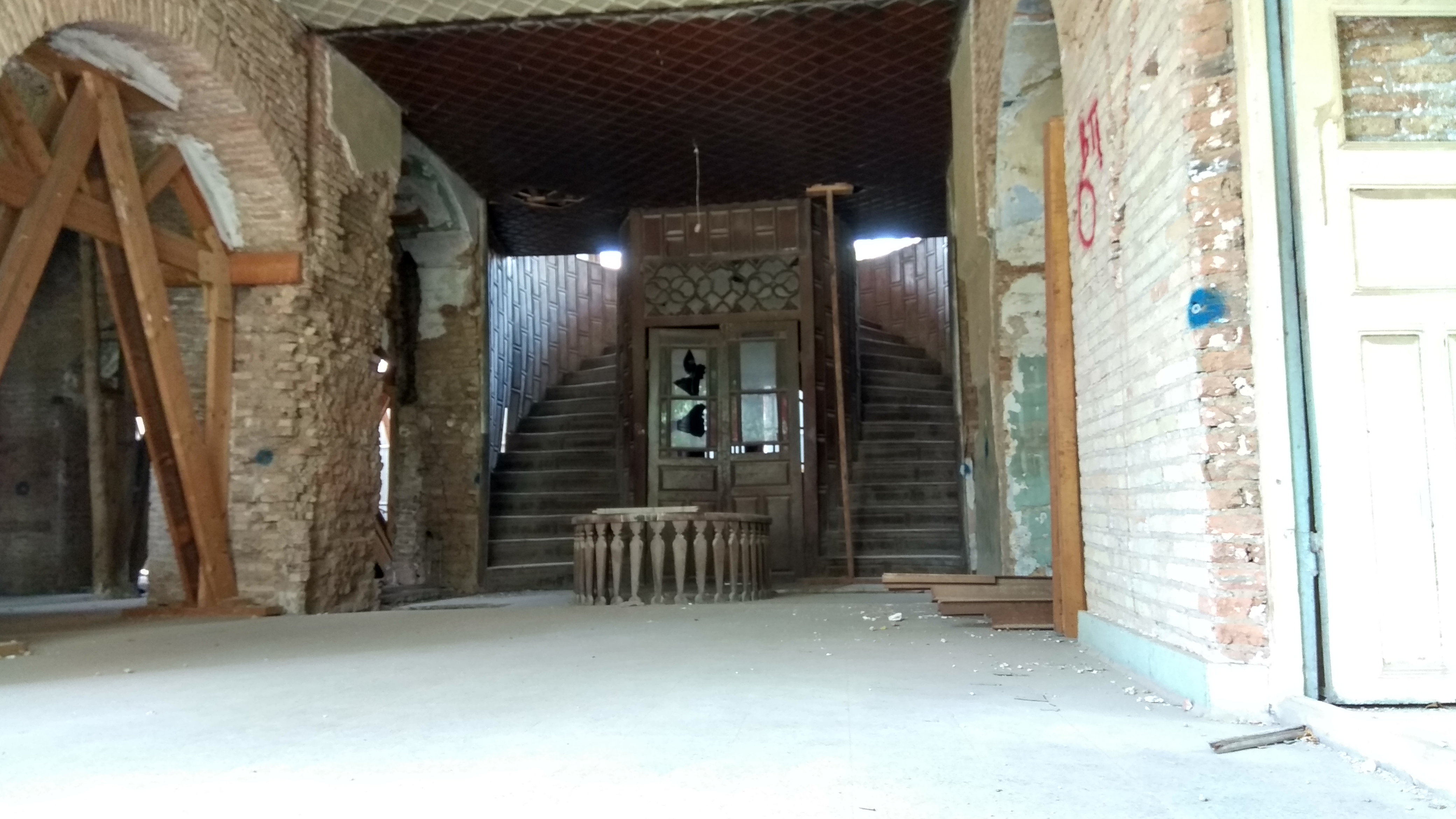
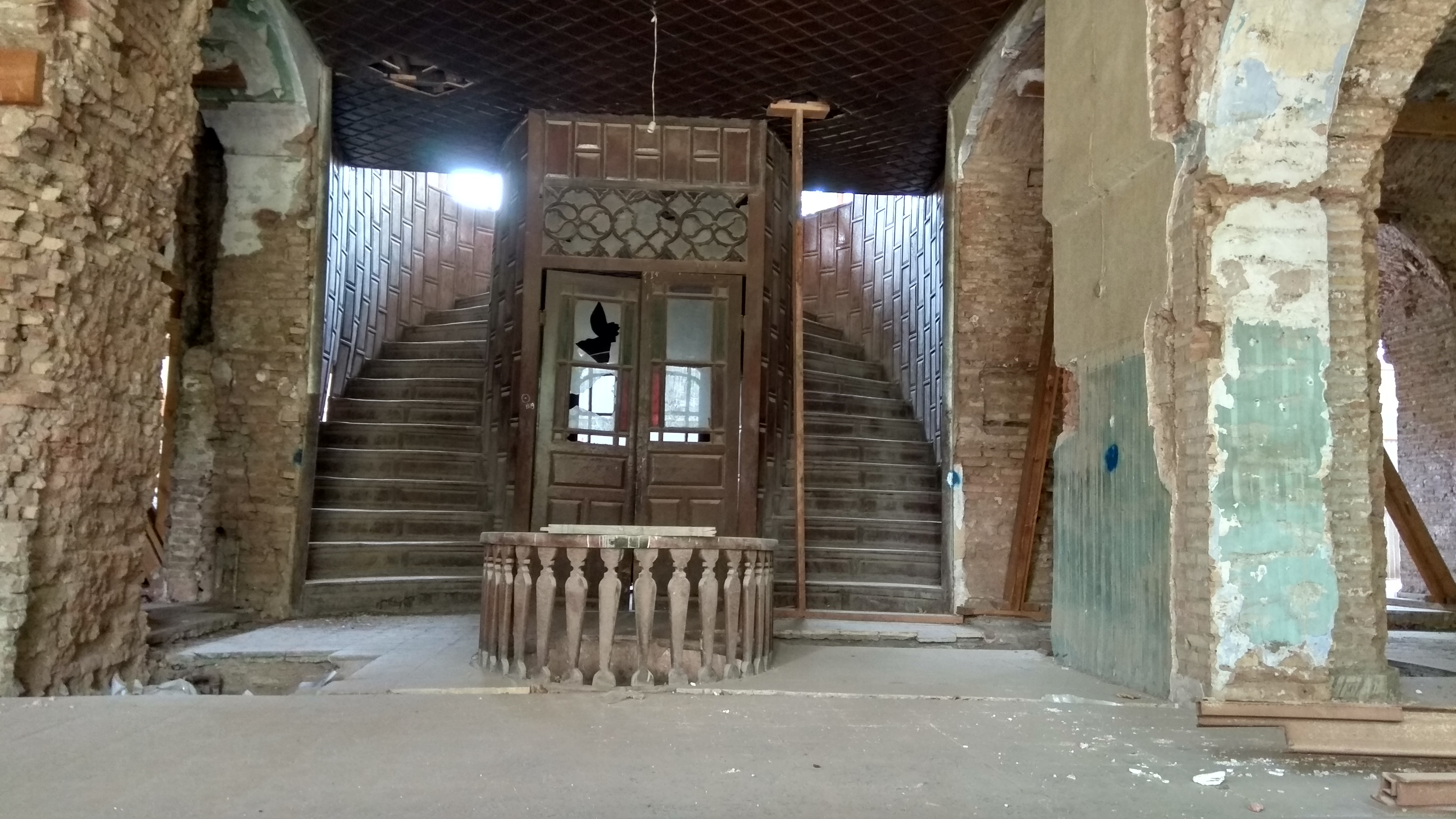
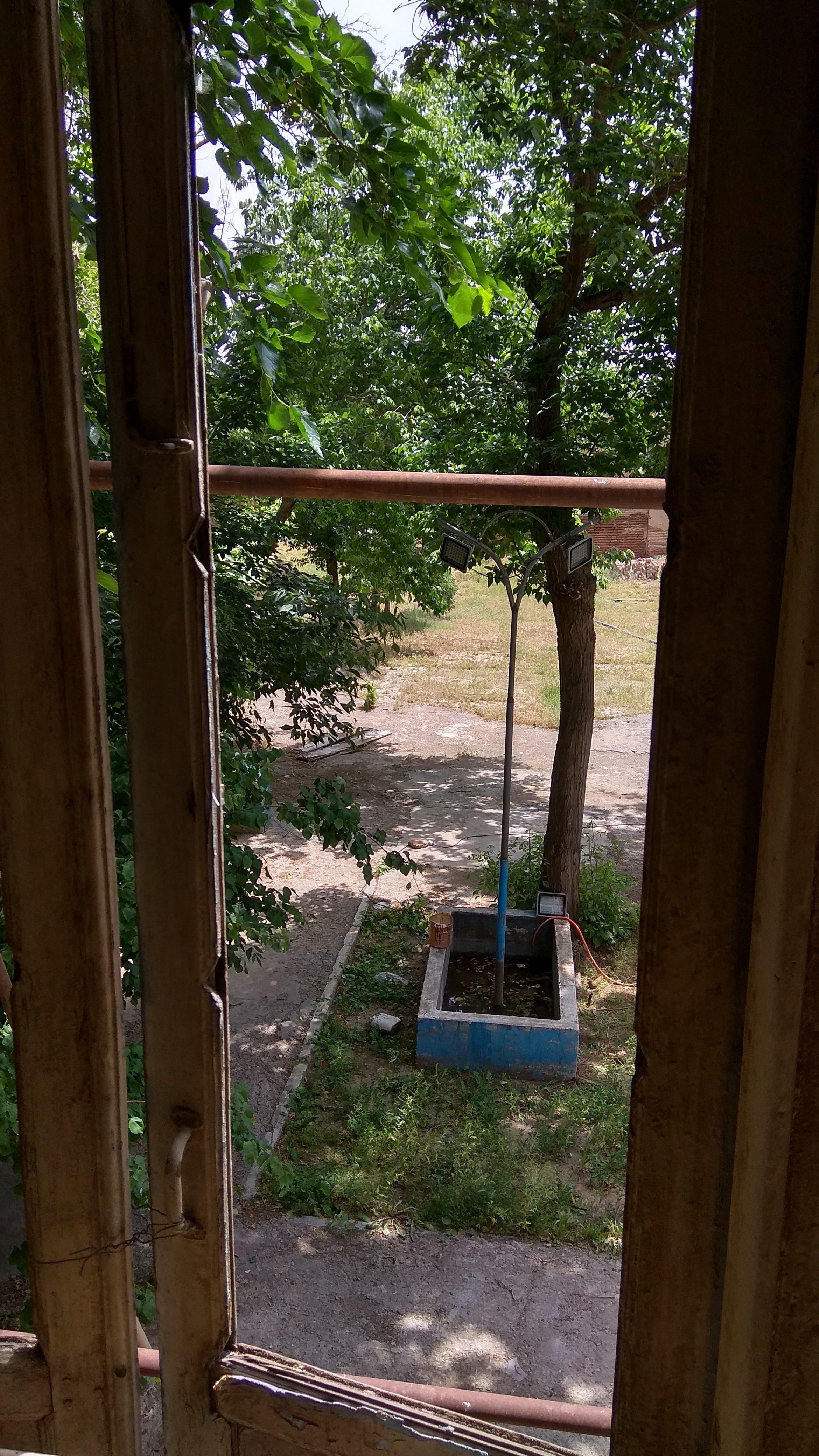
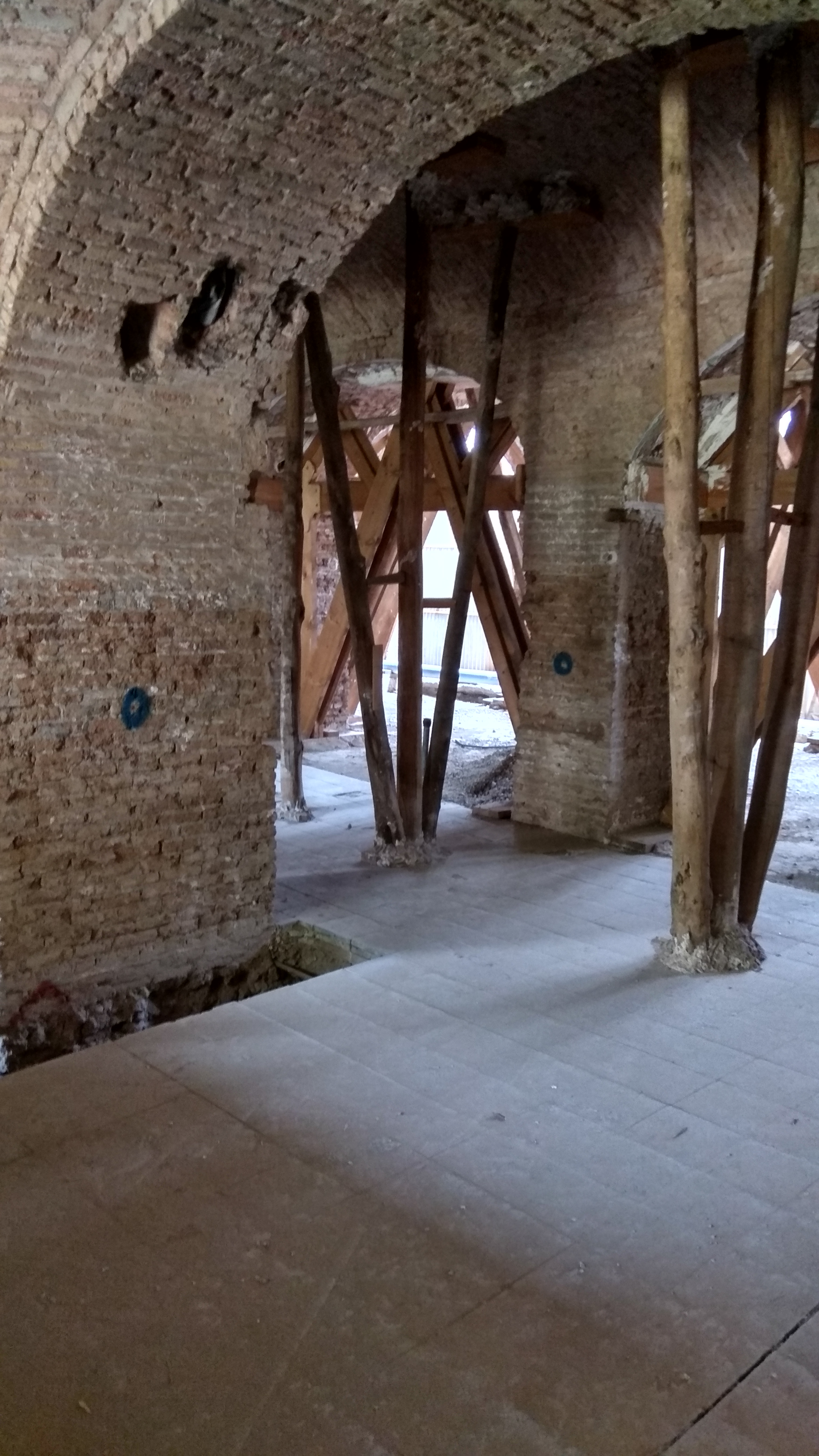
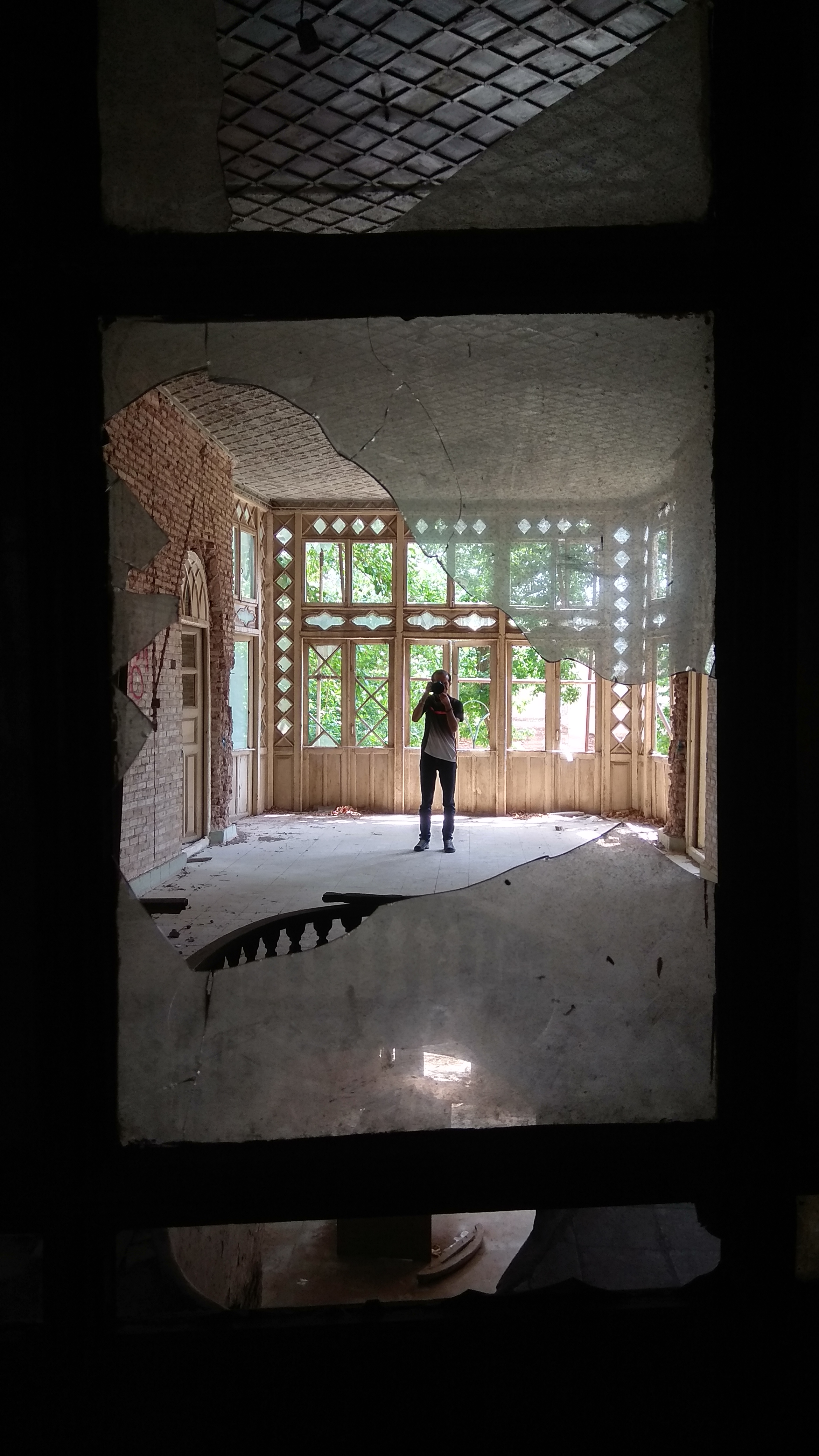
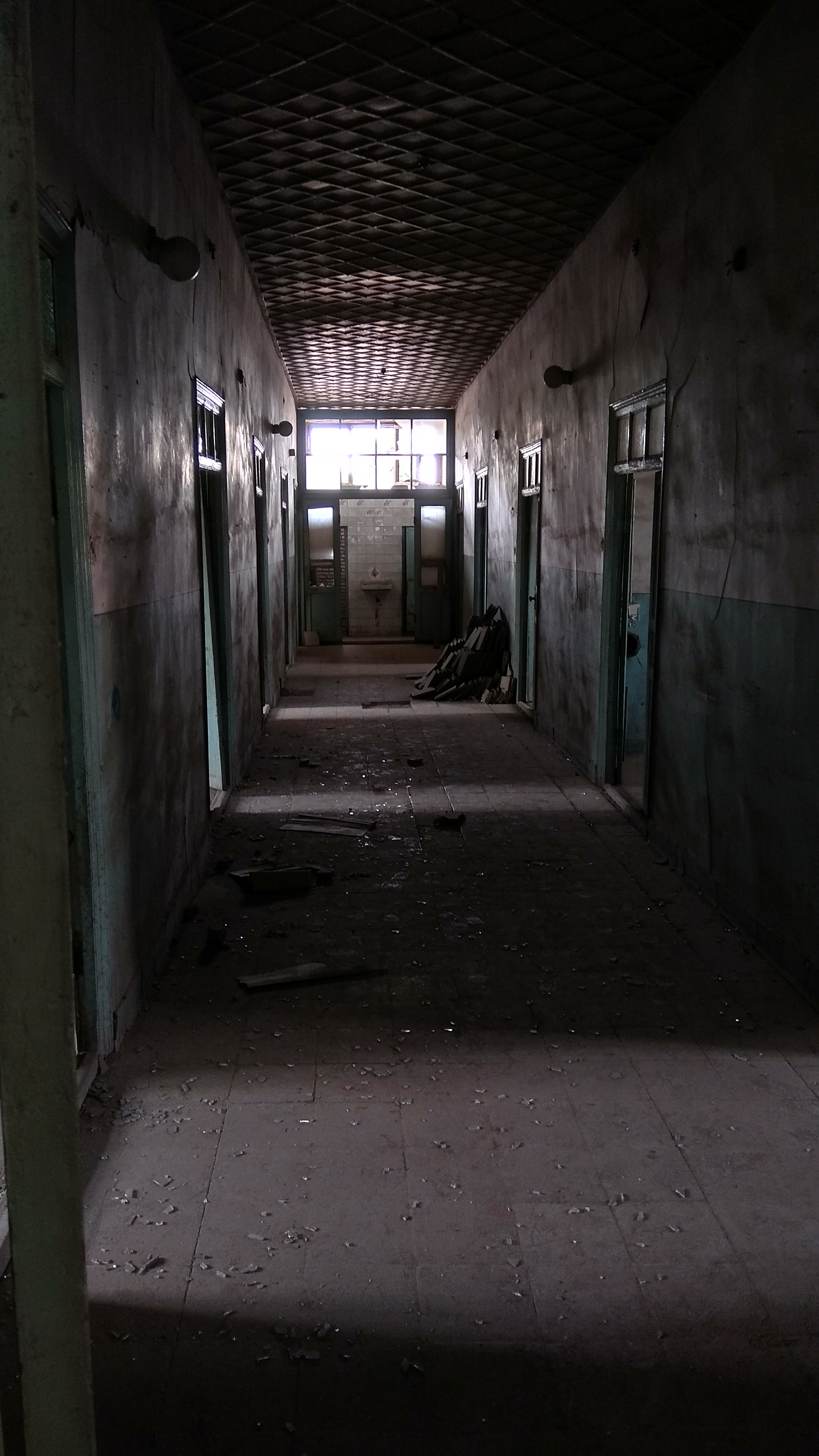
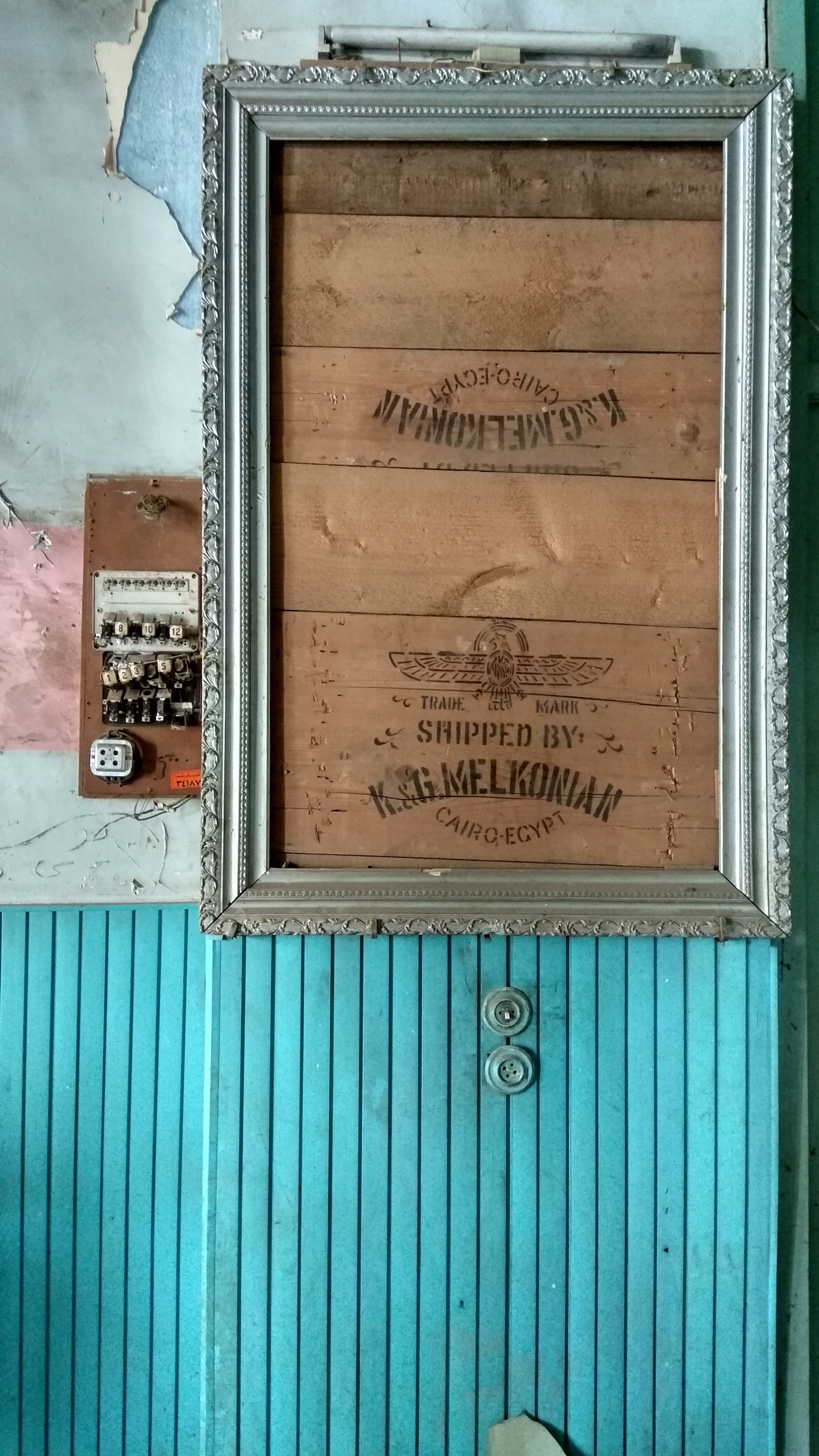
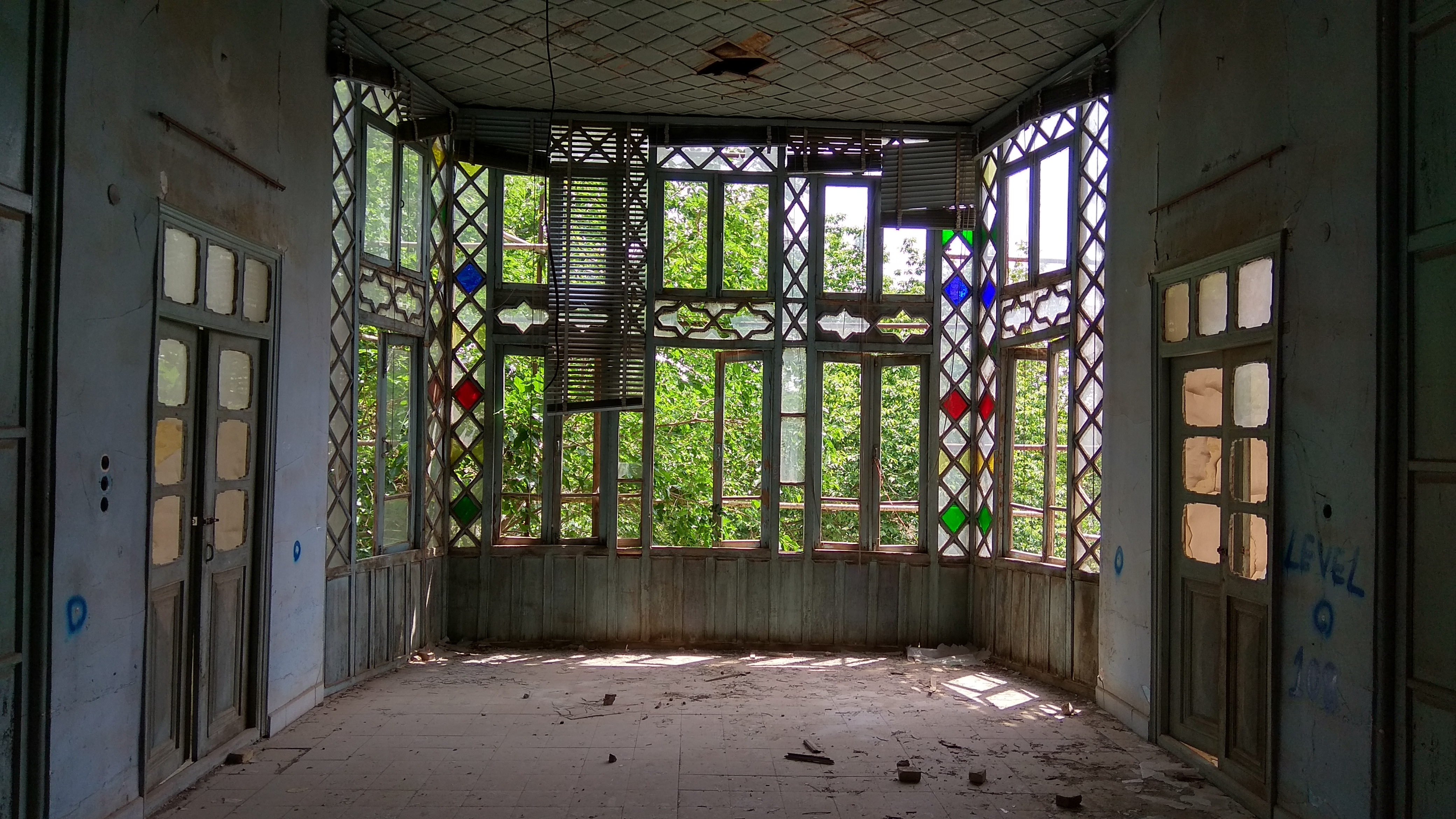
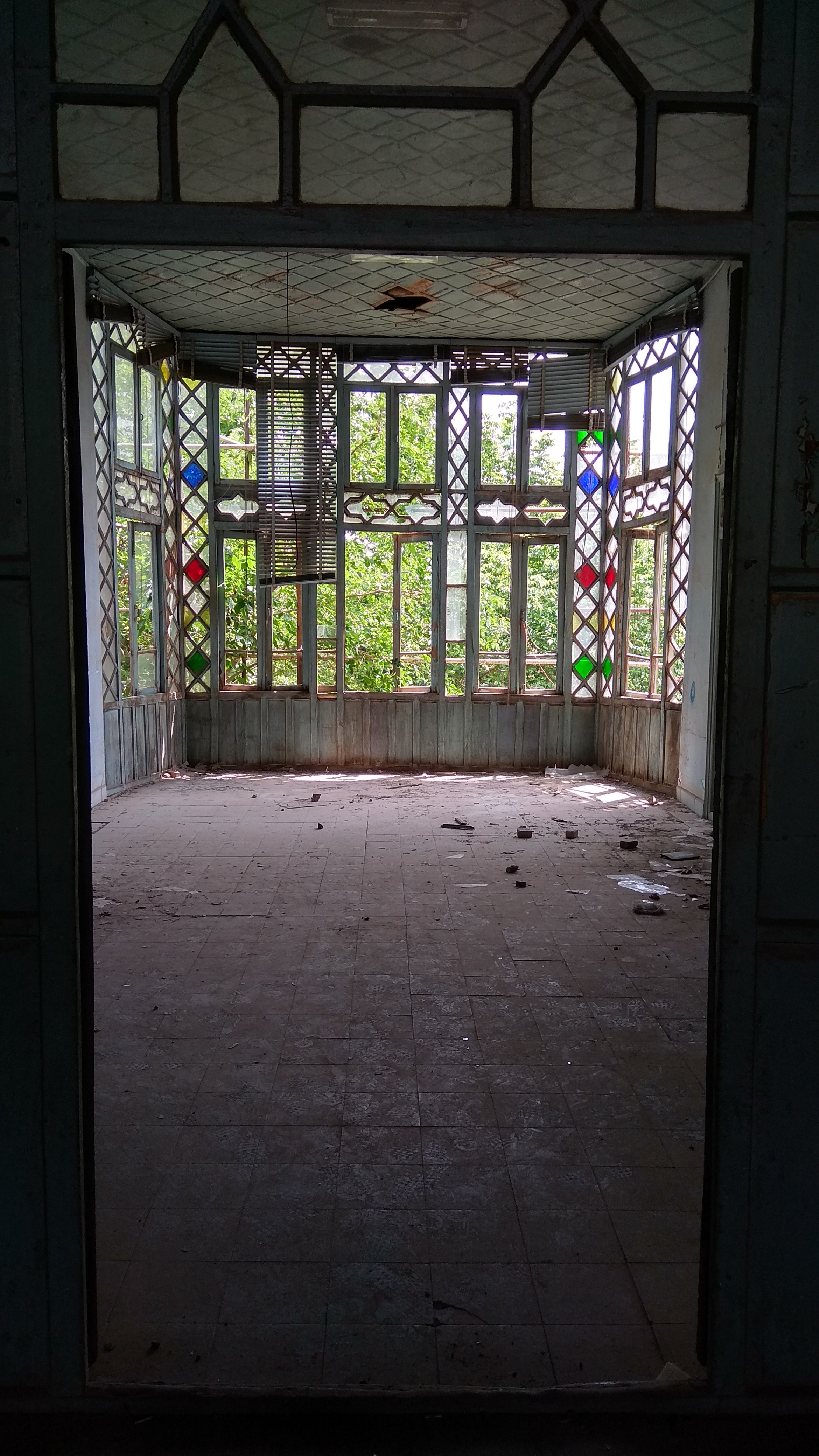
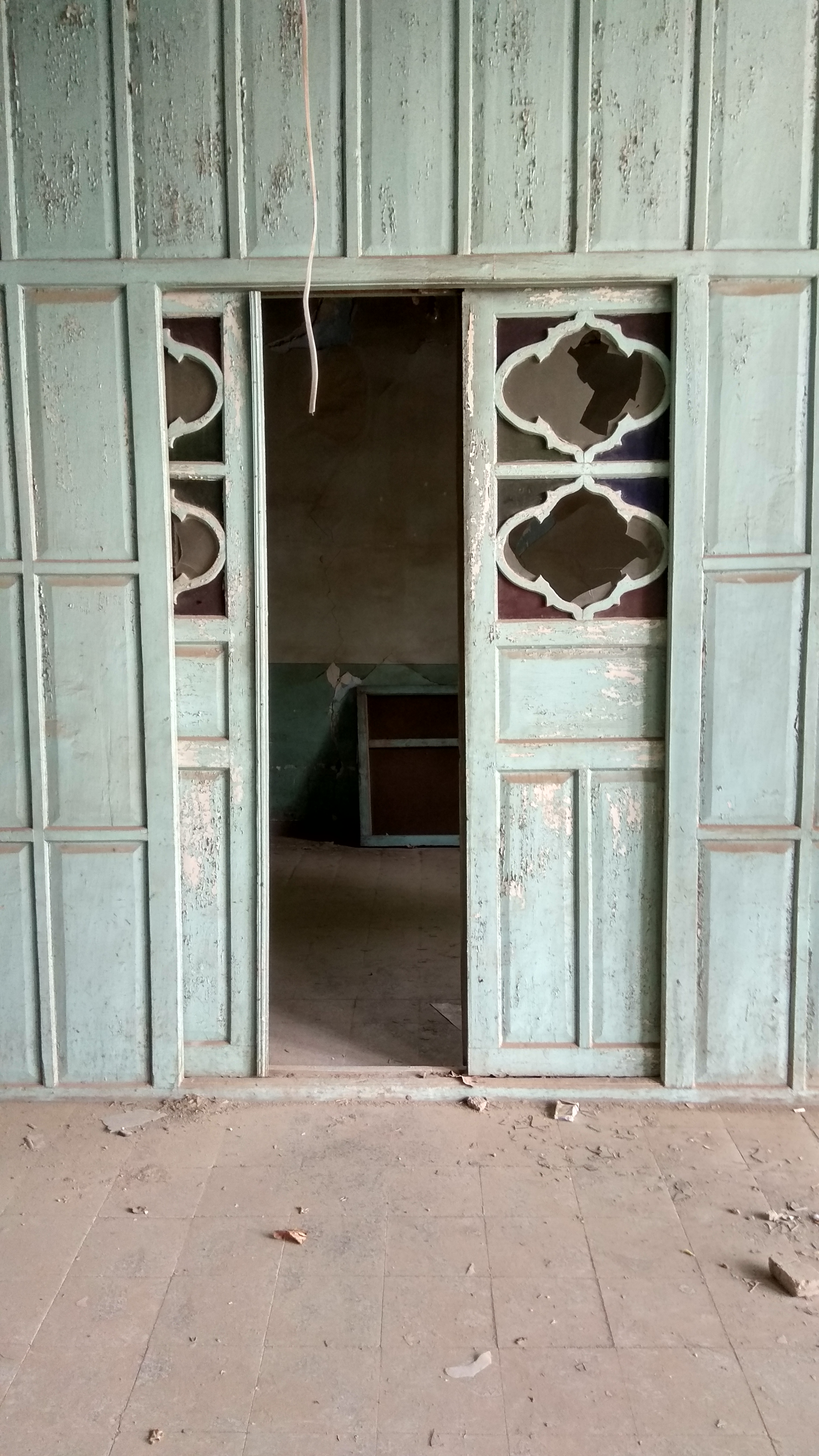
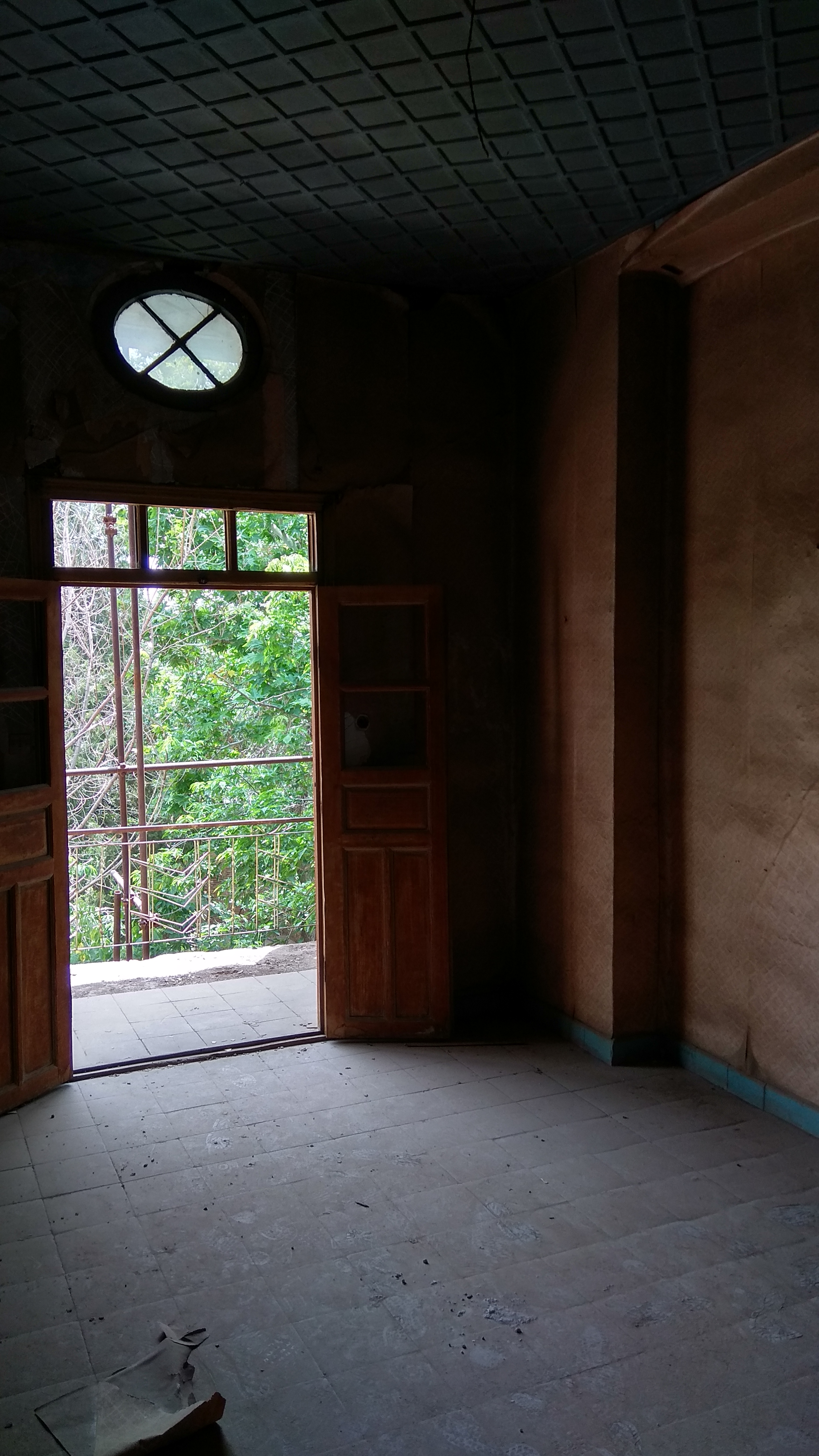
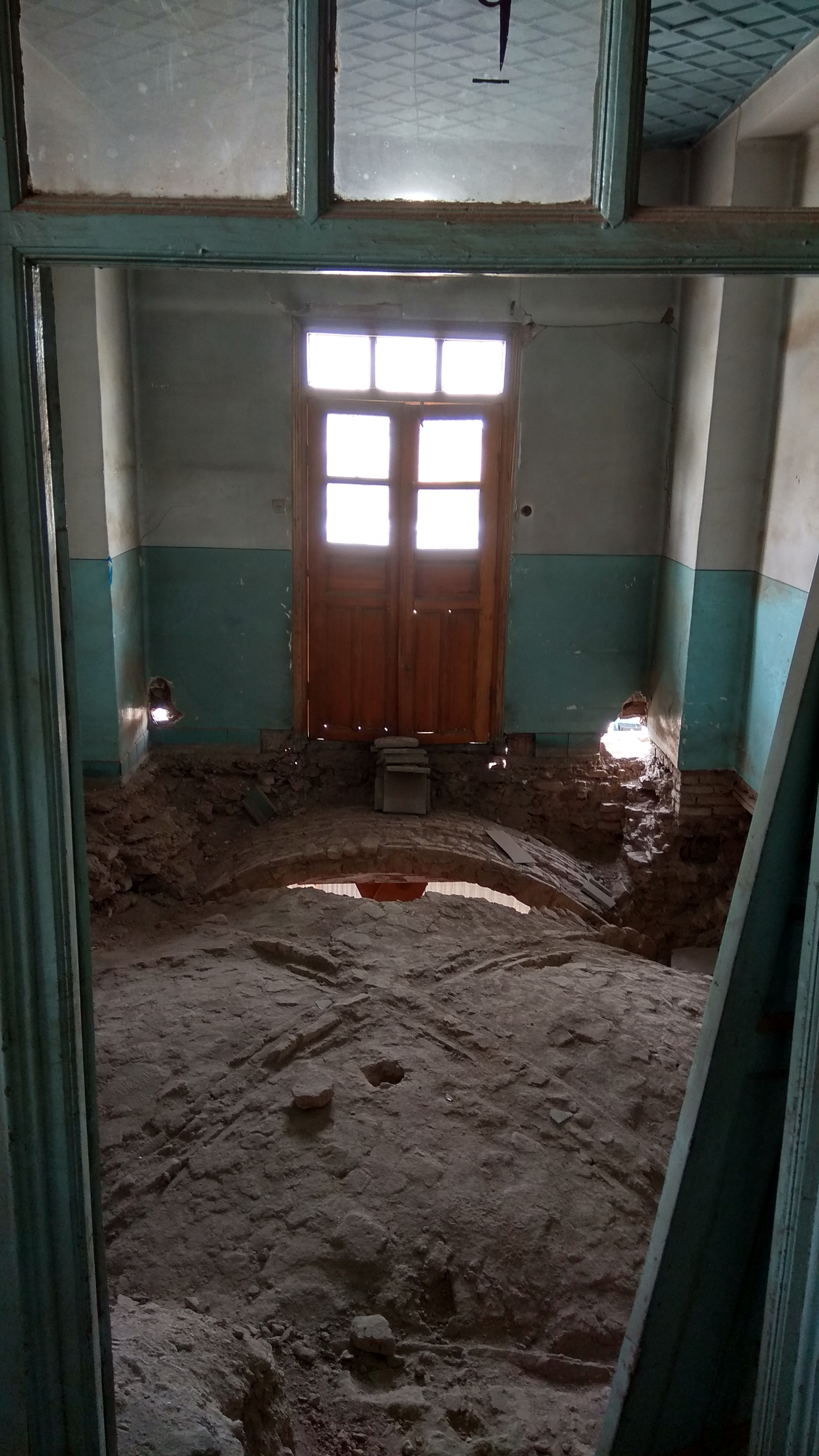
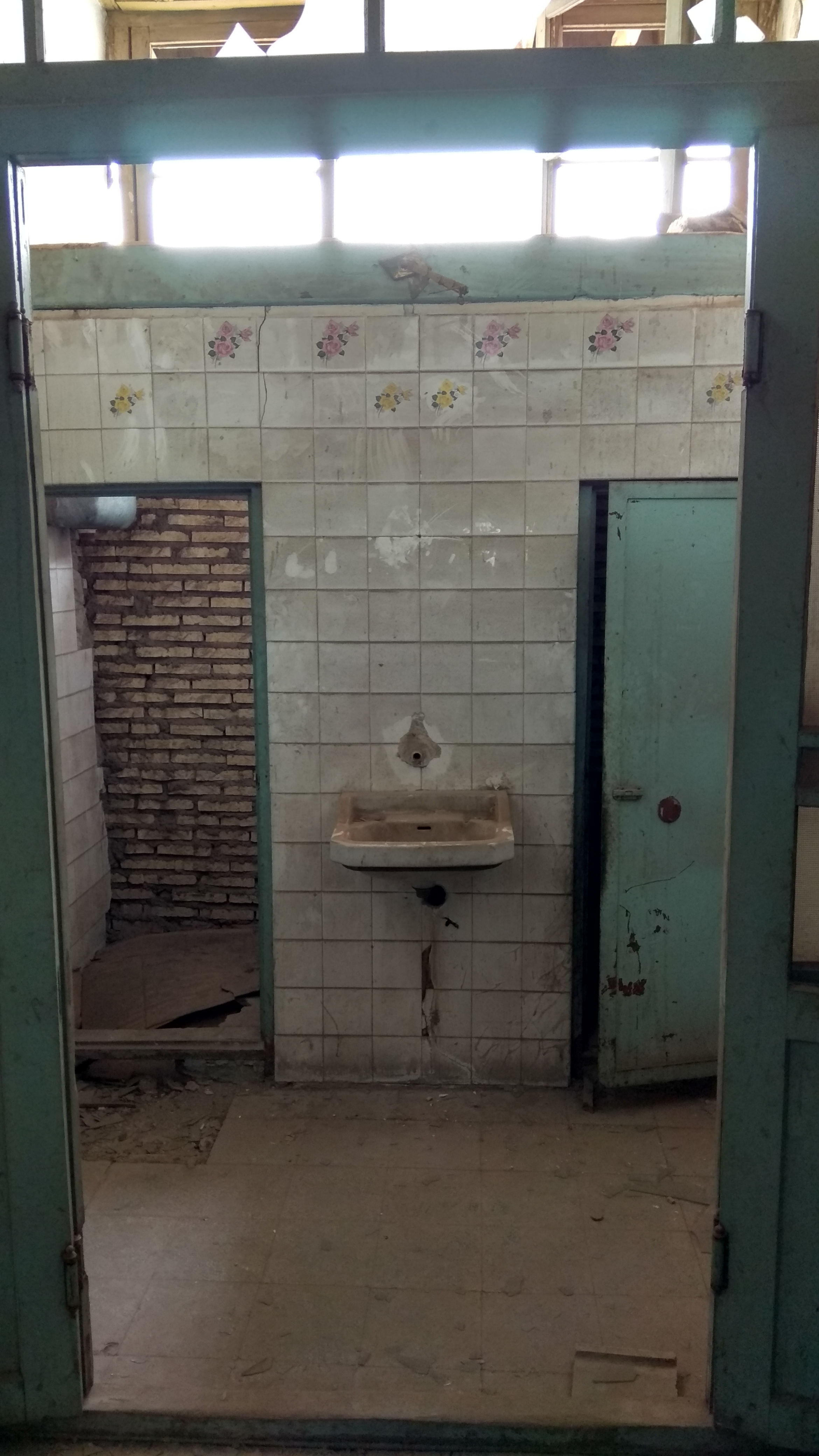
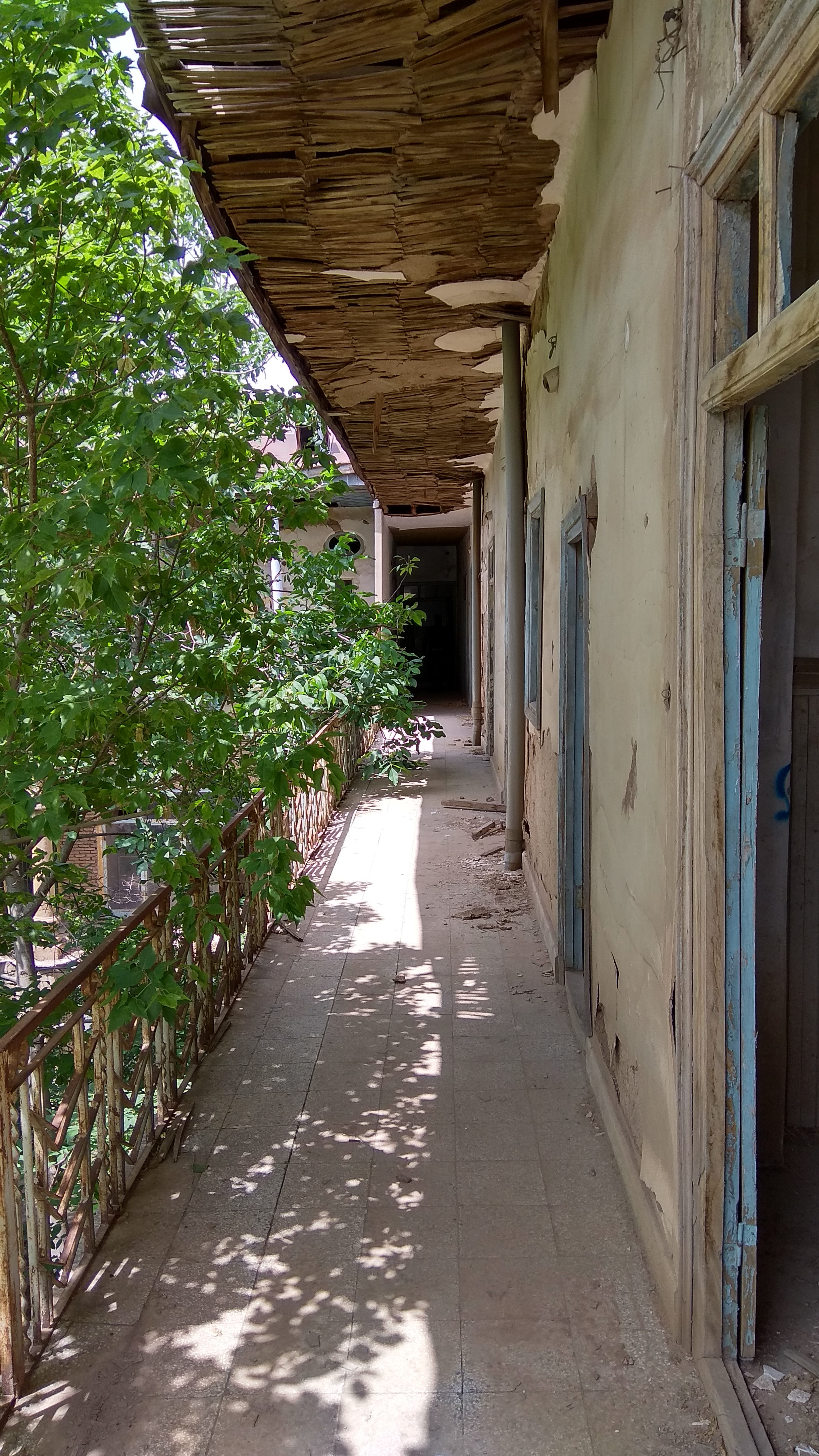
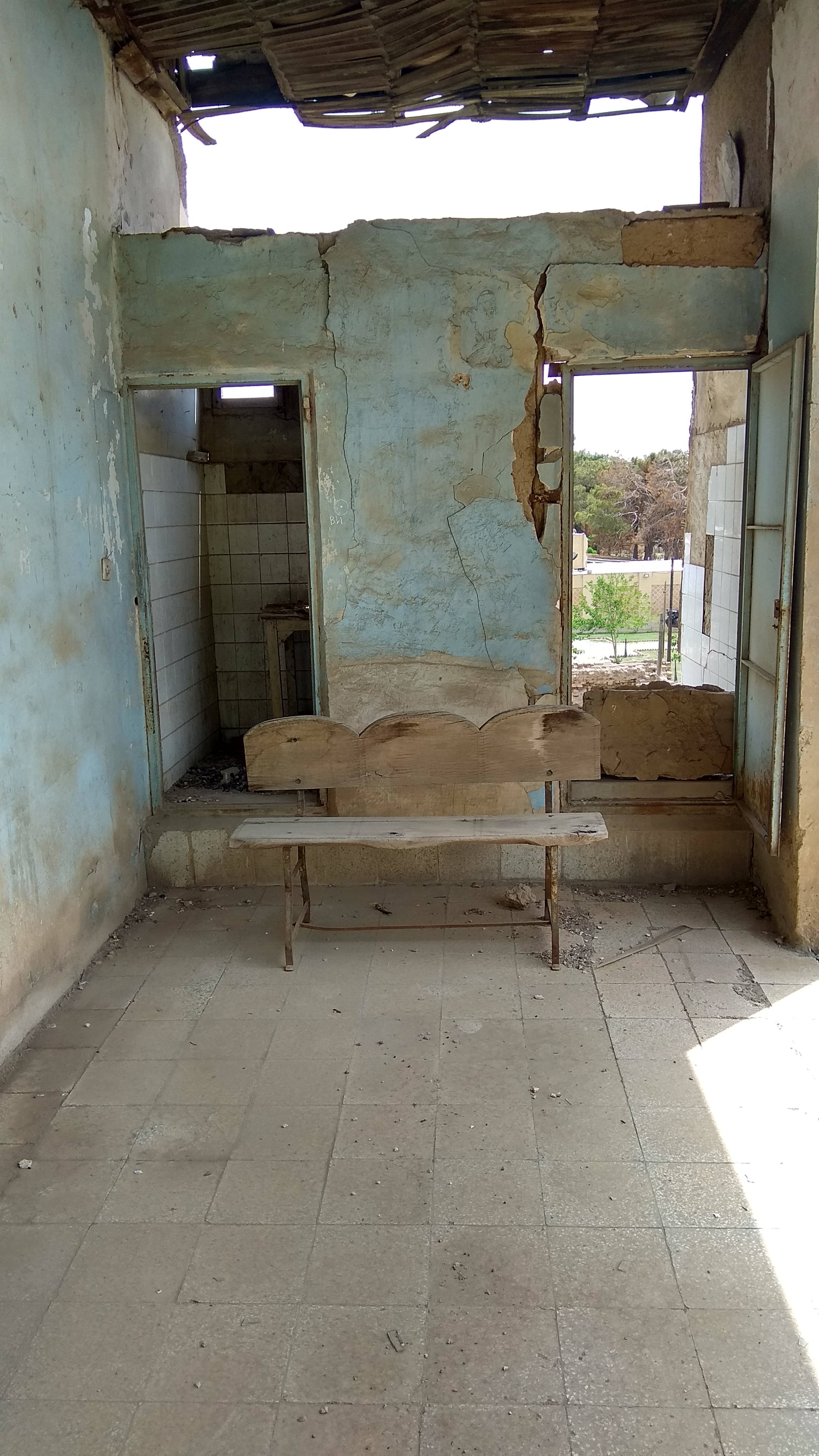
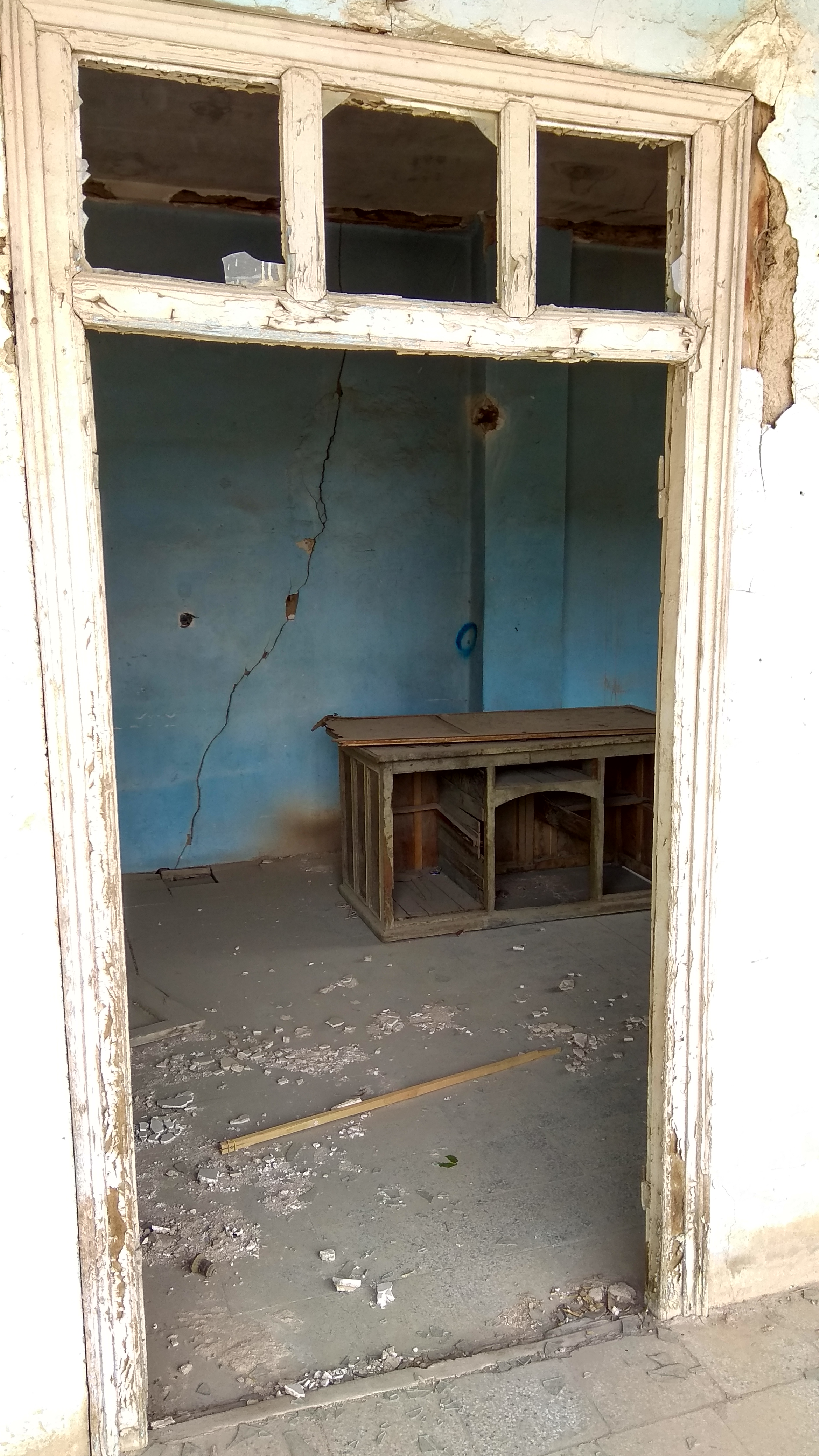
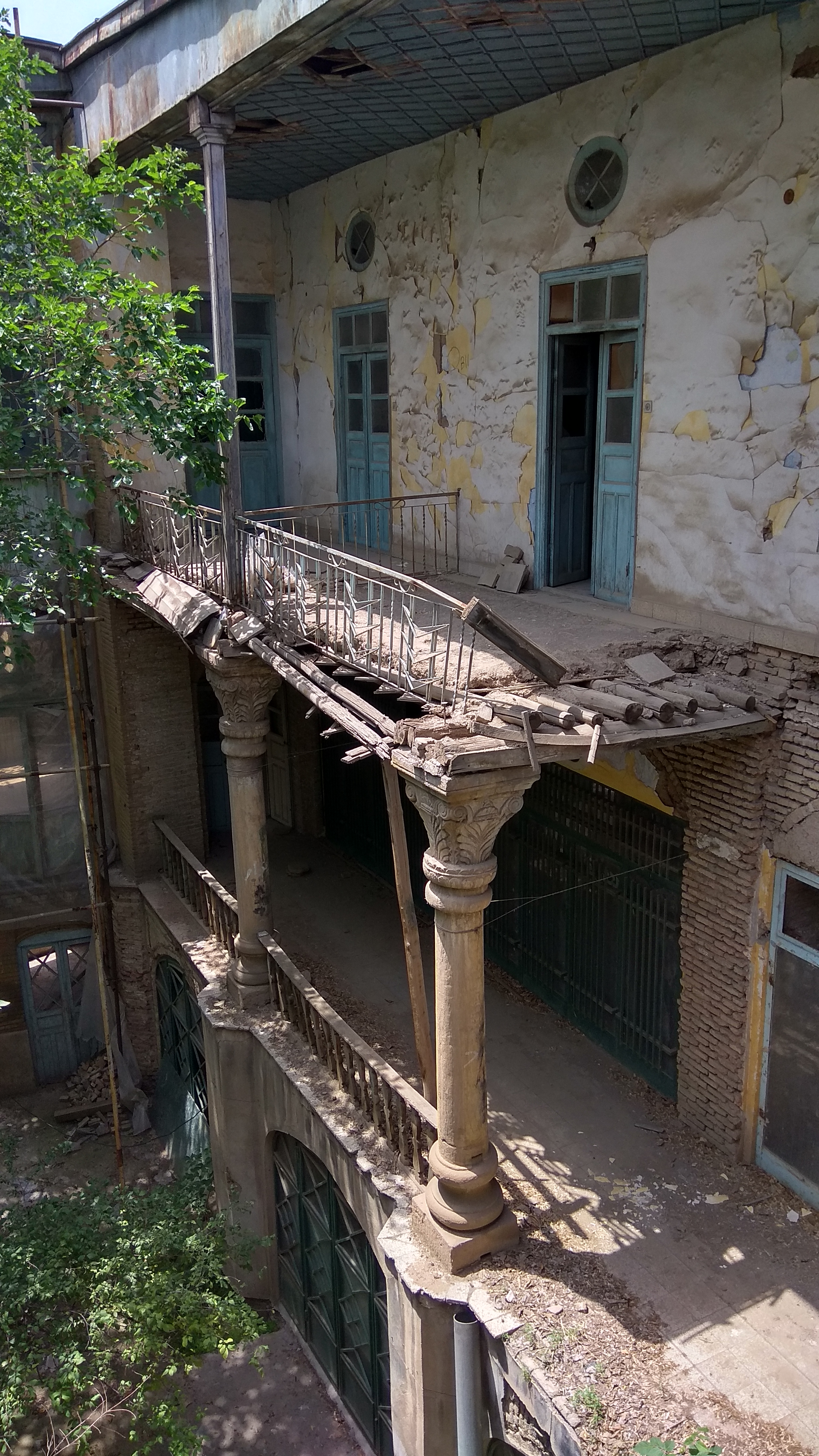